# La Musicale (Genève)
Pour l’article homonyme, voir La Musicale.
La Musicale (anciennement Bibliothèque musicale de la Ville de Genève) est une bibliothèque musicale publique et patrimoniale de la ville de Genève, en Suisse. 
La Musicale est à ne pas confondre avec la bibliothèque du Conservatoire de musique de Genève, qui a sa propre bibliothèque rattachée à l'école de musique. 

## Localisation
La Musicale est, avec Les Délices, La Grange et le Centre d'iconographie, l'un des quatre sites spécialisés de la bibliothèque de Genève,,. Elle est située au premier étage de la Maison des arts du Grütli, 16 Rue du Général-Dufour, dans le centre ville de Genève, à proximité du Conservatoire et du Grand Théâtre place Neuve et du siège de la maison mère promenade des Bastions,.

## Historique
La bibliothèque musicale de la Ville de Genève est fondée en 1962 par le musicien retraité Angelo Galletti, en tant qu'organe du Service des spectacles et concerts de la Ville de Genève,. Elle est alors plutôt considérée comme une «bibliothèque d’orchestre». La tâche centrale du bibliothécaire est alors de préparer et gérer le matériel d'orchestre (le conducteur et les partitions de chacun des instrumentistes) pour les concerts organisés par la ville,. 
En 1973, la bibliothèque réunit l’ensemble des collections du théâtre de la ville (actuel Grand Théâtre de Genève), un fonds de partitions d’opéra constitué entre 1877 et 1950,. C'est qu'à la suite de l'incendie du Grand Théâtre le 1er mai 1951, les collections, constituées depuis 1877 à partir du fonds Charles Pépin (ca) acquis par la ville, sont dispersées dans l'urgence et le plus grand désordre en plusieurs lieux, le Victoria Hall, la Bibliothèque d'art et d'archéologie, Radio Genève. Devenues inutilisables du fait de la perte du classement des répertoires et des catalogues, en dehors des partitions nécessaires à la saison lyrique organisée au Grand Casino et à la programmation de l'Orchestre de la Suisse romande, les collections tombent dans l'oubli pendant une décennie.
En 1989, la bibliothèque emménage au 1er étage de la maison des arts du Grütli et s’ouvre complètement au public,. Elle change pour une première fois le nom de la bibliothèque, retirant la mention du service des spectacles et des concerts pour ne garder que «La Bibliothèque musicale de la Ville de Genève».
Plusieurs acquisitions importantes sont notables dans les collections à partir des années 90.
- En 1992, la bibliothèque obtient des partitions de styles variés, comme de jazz et de musique rock;
- En 1993, elle accueille le fonds de la Radio Suisse romande de Genève;
- En 1994, le fonds de Radio-Genève constitué de matériels d'orchestre vient enrichir les collections[9],[15].

Puis, en 1996, un premier projet d'informatisation de la bibliothèque voit le jour. Elle rend disponible en ligne son catalogue en rejoignant le Réseau des bibliothèques de Suisse occidentale (RERO),. Enfin, la bibliothèque est rattachée à la Bibliothèque de Genève en qualité de site spécialisé le 1er janvier 1998,. Ces deux changements lui permettent entre autres une meilleure gestion de ses fonds et collections en partageant un catalogue commun, ainsi que d’un accès plus large à de nouvelles ressources fournies par les bibliothèques partenaires du réseau.
En 2015, son nom officiel change et devient La Musicale.

## Mission
La mission principale de la bibliothèque est de constituer, conserver et mettre à disposition du public des fonds de partitions. Elle s’adresse aux musiciens, aux orchestres et au grand public qui souhaite en savoir davantage sur l’histoire et la pratique de la musique de tout genre, qu’elle leur soit connue ou non. Elle s’occupe en parallèle de la gestion et de la valorisation d’un fonds patrimonial ayant trait aux activités musicales genevoises.

## Fonds
[pertinence contestée]

La bibliothèque actuelle possède environ 70 000 documents. Initialement, la collection était davantage centrée sur la musique classique pour des raisons historiques. Cependant, pour refléter davantage sa mission actuelle, elle s’est agrandie en incluant différents types de documents représentant davantage les autres styles musicaux dès les années 90. Leur provenance est le reflet de cette nouvelle variété : les documents des fonds et collections viennent généralement d’organismes ou d’individus qui sont liés au domaine de la musique ou dont leur production est centrée sur des documents audiovisuels, comme par exemple la Société de musique de Genève et la Radio Suisse Romande (RSR).
On compte parmi ces documents, :
- 30 000 partitions en magasin et 18 000 en libre accès de tous genres de musique (classique, jazz, variétés, rock, musiques du monde…) et recouvrant un ensemble varié d’instruments. Parmi les partitions en libre accès, 1 700 sont accompagnées de CD ou de CD-Rom. La bibliothèque totalise également 3 750 partitions anciennes, dont une datant du XVIIe siècle.
- 8 200 matériels d’exécution pour les orchestres et les chorales[21].
- 720 matériels de musique manuscrite de vaudeville datant du XIXe siècle.
- 2 500 monographies relatives à la musique.
- 3 000 livrets, dont 475 imprimés avant 1900.
- Des affiches pour le Grand Théâtre de Genève datant du XIXe siècle (à partir de 1861) jusqu’à nos jours ainsi qu’une collection de programmes de spectacles et concerts[22] estimée à environ 10 000 pièces[23].
- 60 titres de périodiques vivants.
- 2 titres de quotidiens
- Un large choix d’ouvrages de référence.
- Un portail de ressources électroniques.

Pour la cotation des partitions en libre accès, la bibliothèque utilise une classification décimale spécialement adaptée aux documents musicaux : les Principes de classement des documents musicaux (PCDM), qui est un classement par genre musical. Pour les partitions en magasin, la bibliothèque utilise un autre système de classement, instauré en 1962.[réf. nécessaire]
Les fonds et collections de la bibliothèque font partie de l'inventaire suisse des biens culturels d'importance nationale et régionale, dans la liste du canton de Genève établit par l'Office fédéral de la protection de la population (OFPP).

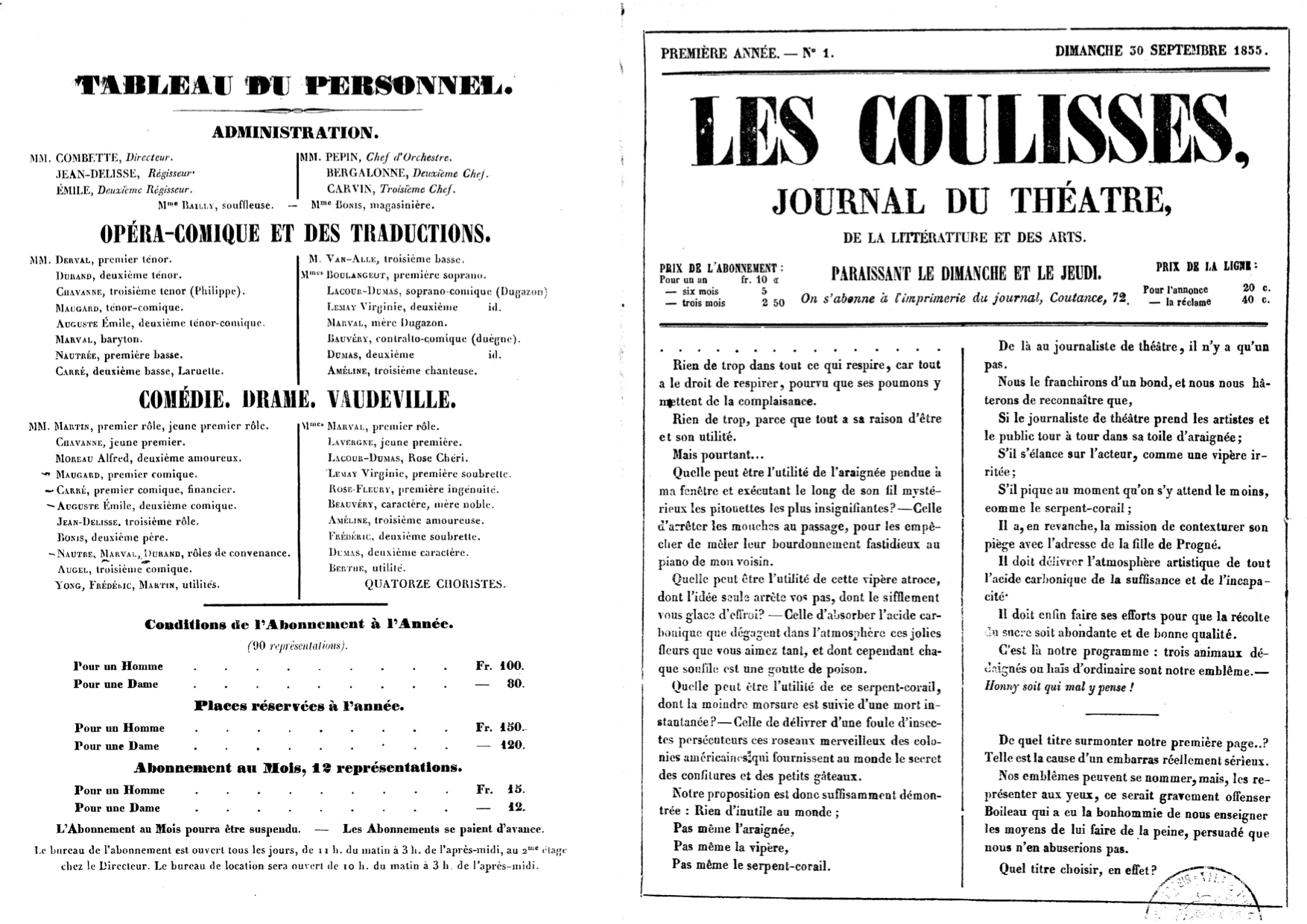
Les Coulisses, journal du théâtre de Genève, feuillet du premier numéro (30 septembre 1855).
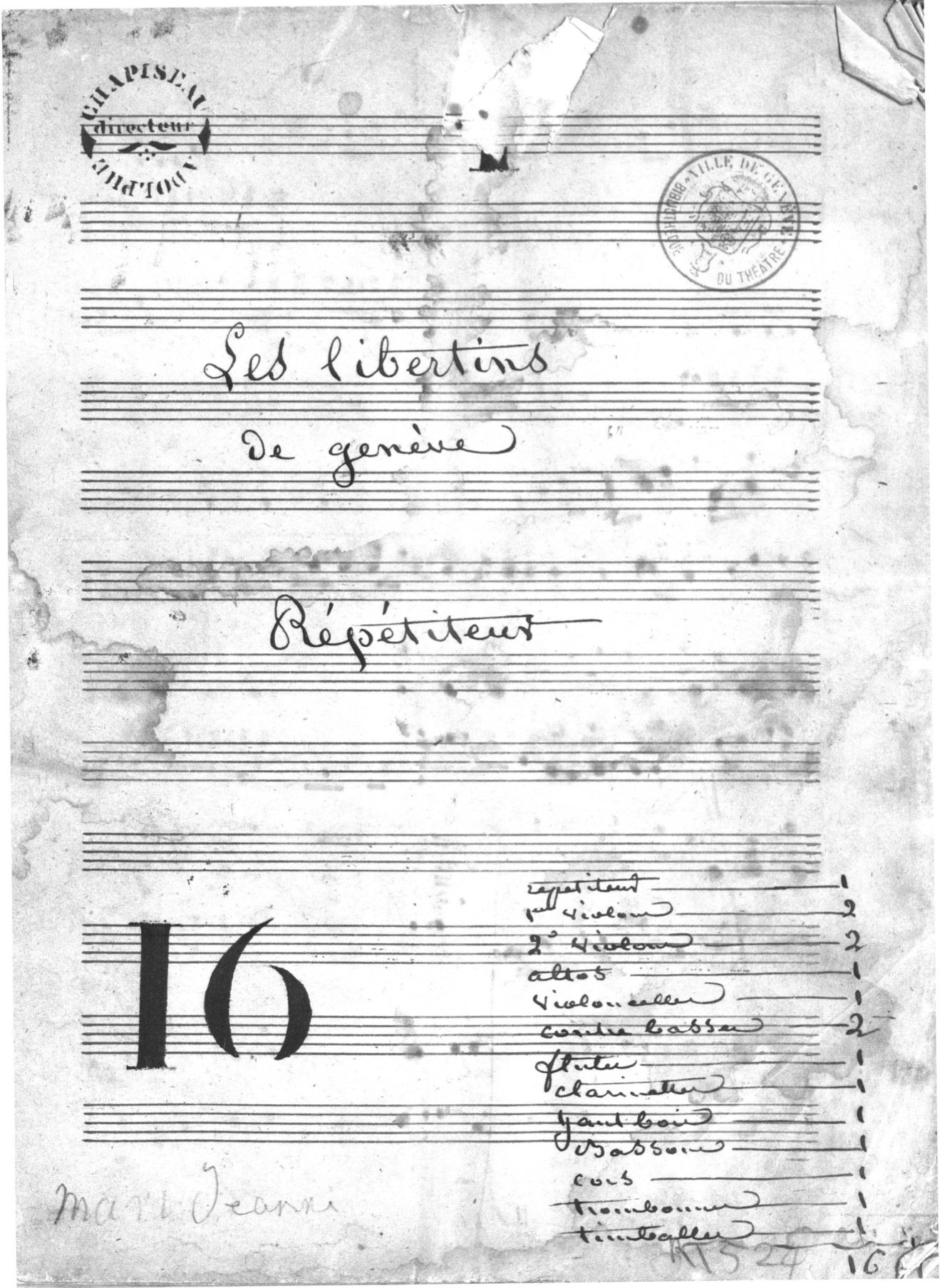
Les libertins de Genève d'Adolphe Chapiseau et Marc Fournier, page de garde du répétiteur d'orchestre.

## Catalogue
Toutes les notices des partitions sont consultables via Internet sur le catalogue informatisé du Réseau SLSP dont sont membre les bibliothèques scientifiques et patrimoniales genevoises,  via la plateforme de recherche Swisscovery. 
En plus de ce catalogue principal, la Musicale profite en tant que bibliothèque de Genève du service de référence en ligne Interroge. Lancé en septembre 2013, il a une vocation encyclopédique et fait office de foire aux questions. Les utilisateurs peuvent utiliser cette plateforme pour poser tout type de question dans des sujets variés, non limités à la musique. Il est aussi possible d’accéder à plusieurs bases de données musicales telles Babelscores, pour lire et écouter des partitions de musique, et MGG Online, une encyclopédie musicale offerte en anglais et en allemand. 

## Services
Outre les services habituels d'une bibliothèque, la Musicale propose d’autres services un peu moins traditionnels, visant à faire ressortir la créativité de ses usagers. Par exemple, elle met à disposition de ses utilisateurs un piano numérique Clavinova et un poste d'écoute.
La bibliothèque rend aussi disponible des logiciels de création musicales, les principaux étant Finale et Sibelius, les logiciels standards de base dans le genre. Jusqu’en 2012, elle proposait ces logiciels sous forme de CD-ROM que les usagers pouvaient emprunter et utiliser chez eux. Depuis 2020, un poste informatique leur sont dédiés pour pouvoir en faire usage sur place , facilitant ainsi l’aide à l’usager en cas de besoin. Ces logiciels permettent de créer de toutes pièces et d’éditer ses propres partitions. Il est aussi possible de les convertir en musique dans un format MIDI pour pouvoir les écouter directement. Cela favorise la rétroaction immédiate. On peut aussi connecter le piano numérique avec l’ordinateur pour qu’il interagisse directement avec le logiciel, et composer encore plus facilement de la musique.

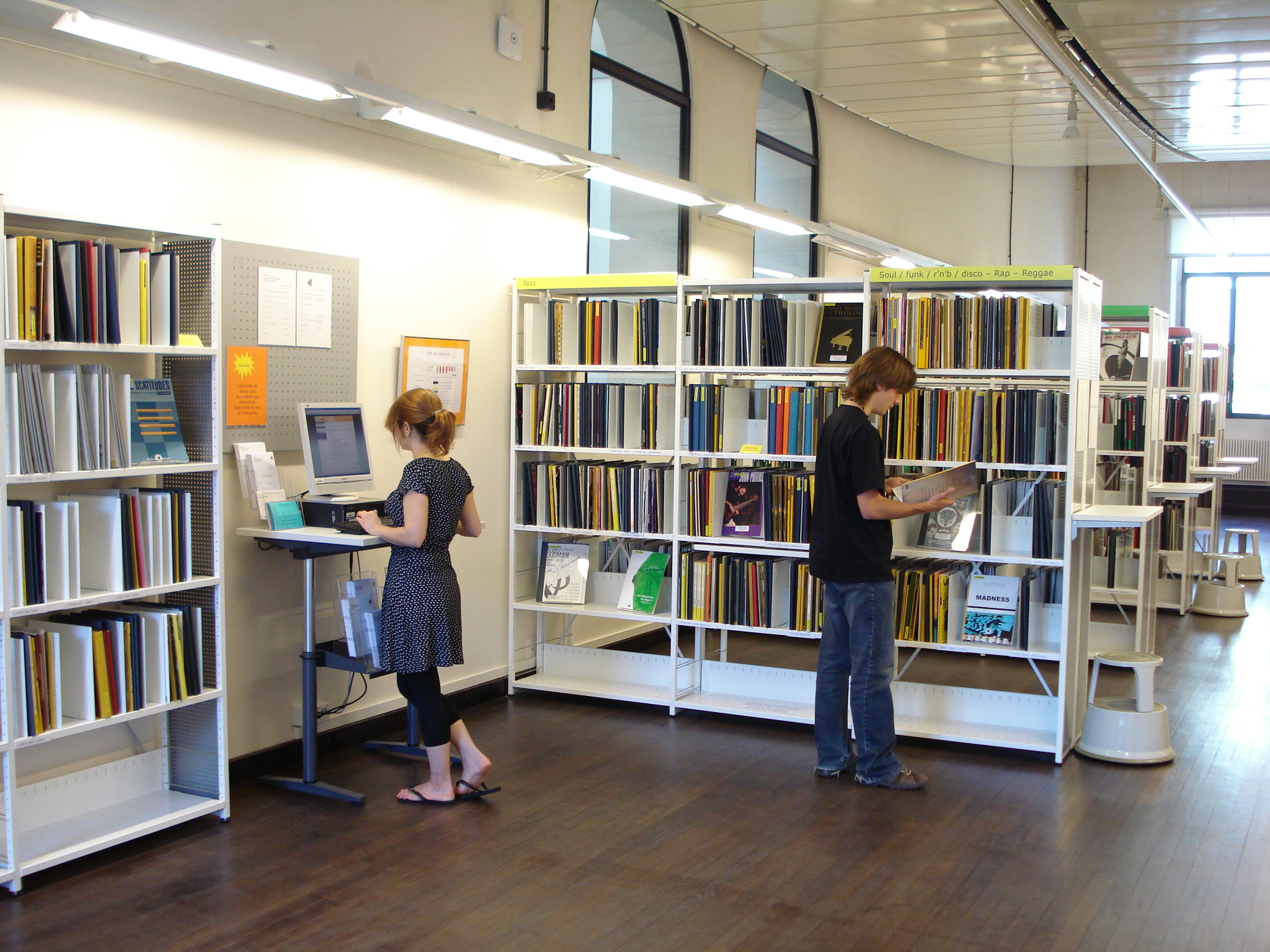
Salle du libre accès
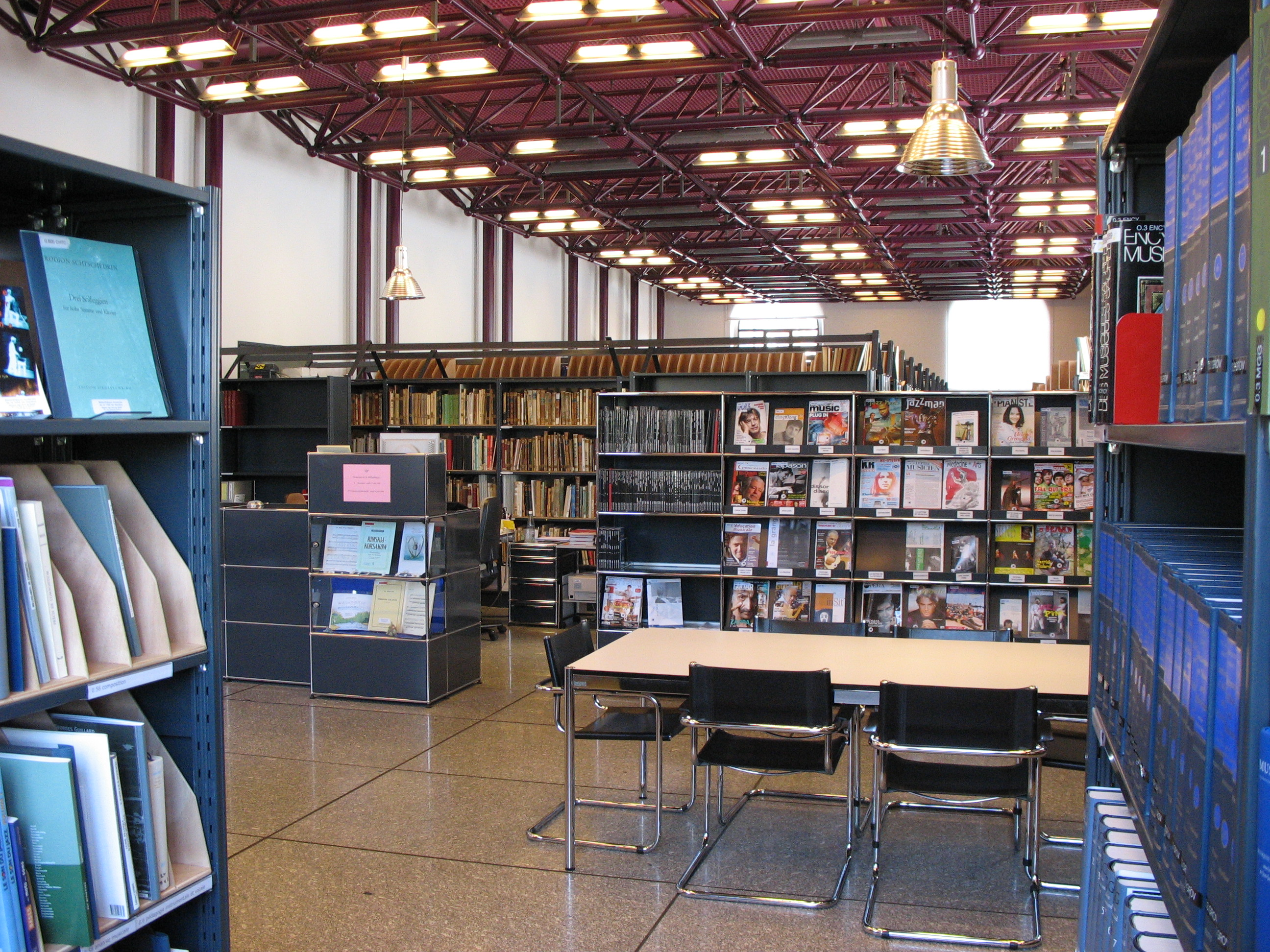
Salle de lecture

## Publications
La Bibliothèque musicale publie notamment les ouvrages suivants :
- Violoncelle en folie : disques et partitions, 1996 (OCLC 38292997).
- Regards sur le jazz suisse, 1997 (OCLC 40189812).
- Les Musiques juives : disques et partitions : répertoire sélectif, 1997 (OCLC 38372540).
- Da capo-- à la Bibliothèque musicale : la bibliothèque fête ses 10 ans à la Maison des arts du Grütli, 1999 (OCLC 977039364).

Les publications plus récentes (à partir de 2006) sont recensées sur le site web de la bibliothèque de Genève.
En plus de ses publications, la Musicale contribue aussi au blog lié à la bibliothèque municipale. Certaines de ses activités ses services ainsi que ses fonds et collections y sont présentés.